# Мытник Шамиссо
Мытник Шамиссо (лат. Pedicularis chamissonis) — вид растений рода Мытник (Pedicularis) семейства Заразиховые (Orobanchaceae).
Вид назван в честь немецкого естествоиспытателя Адельберта фон Шамиссо.

## Ботаническое описание
Стебли прямые, простые, гладкие, 20—50 cм длиной. Листья по 4 в мутовке, во время цветения их всего 2—3, мутовки выше середины стебля, листья 2—7 см длиной, черешковые, продолговатые, остроконечные, перисто-разрезные, доли их около 3 мм шириной и до 12—15 см длиной, зубчато-городчатые, часто с завороченными книзу краями и белыми хрящевыми кончиками зубцов, число пар долей до 8.
Прицветники листообразные, кверху все уменьшающиеся. Чашечка колокольчатая, слегка вздутая, темно-фиолетовая с зелеными жилками и дельтовидными зубцами, снаружи голая. Венчик около 1 см длиной, розовый или пурпурно-фиолетовый, с длинной, до 7 мм, узкой трубкой и клювообразным узким тупо обрубленным шлемом, нижняя губа трехлопастная, более широкая. Коробочка слегка изогнутая, с остроконечием. Семена продолговато-эллипсоидальные.